# Martin Blažíček
Martin Blažíček (* 1976) je český filmař, audiovizuální performer a pedagog. Patří mezi nejaktivnější organizátory dění kolem experimentálního filmu v ČR, je jedním z kurátorů prostoru NoD v Praze a občasně publikuje v časopisu Cinepur. V současné době je doktorandem Centra audiovizuálních studií (CAS) Filmové a televizní fakulty Akademie múzických umění FAMU v Praze v oboru audiovizuální performance a působí také jako lektor na Institutu intermédií při ČVUT v Praze.

## Biografie
- 1995-1997 - Studoval na Institutu základů vzdělanosti Univerzity Karlovy v Praze
- 1997-2005 - Absolvoval FAMU, obor střihová skladba.
- Od roku 1997 natáčí krátké experimentální filmy na formátu 8 a 16mm, ve své tvorbě využívá techniky přímé malby na filmovou surovinu (tzv. hand-made film), objektovou a materiálovou manipulaci na povrchu filmu a další techniky, včetně optického kopírování. Signifikantním je pro jeho práci stejný zájem o povrch filmového materiálu, jako o obsah obrazu. Jeho tvorba je zaměřena především na vizuální kvality obrazu, je autorem řady abstraktních filmů a performancí.

- Od roku 1999 pracoval se skupinou filmové akce Ultra a FAG, jejichž tvorba zahrnovala improvizovaná představení až ze sedmi 16mm projektorů. V rámci skupiny Ultra realizoval dvě celovečerní představení (Units a Night Stories) s Ondřejem Vavrečkou představení Š28sq a PP-pleonasmus.

- Od roku 2004 začíná používat obraz jako médium, jeho nejnovější projekty jsou postaveny na široké škále vnější a vnitřní interakce zvuku a obrazu.

## Tvorba
Filmová tvorba Martina Blažíčka se opírá o řadu experimentálních technik filmové animace, mj. přímou malbu, kresbu a objektovou manipulaci a chemické zpracování povrchu filmu. Od roku 2003 se věnuje převážně živé a site-specific performanci, během které různými způsoby ovlivňuje podobu projekce během představení.

### Autorská filmografie
(krátké a středometrážní filmy)
- 2008 Jihlava08 (zakázka, znělka MFDF)
- 2007 Studie 10 (zakázka, sekvence filmu Bitevní pole Titan, r.Zdeněk Holý)
- 2003
  - Noční (příběhy)
  - Studie 9
  - Luna-Luna-Luna
- 2002
  - Popis obrazu
  - Studie 8
- 2001 Pour J.B. spolupráce s M.Čihákem
- 2000
  - Hérakleitos
  - Hlas v telefonu spolupráce s M.Ježkem
  - Krátké filmy 99-00
- 1999
  - Psoty lopoty
  - Studie 2-7
- 1998
  - Studie 1
  - Copyright Kren
  - Šedá zóna
- 1997
  - Fragment
  - NP55-neg.film
  - Test
  - Neo-B

### Autorská videografie
- 2004
  - Zurich Interlaced
  - Train Diagram
  - Landscape-1
  - Landscape-2
  - China
  - Body-1

### Autorské performance a instalace

#### Performance
- 2007
  - Near Zlate Piesky spolupráce se Stevenem Ballem
  - Mikroloops
- 2006
  - Eutopia spolupráce se Stevenem Ballem
  - P-P (pleonasm)spolupráce s Ondřejem Vavrečkou
- 2005 Š28-sq spolupráce s Ondřejem Vavrečkou
- 2004 Periferie spolupráce s Milošem Vojtěchovským, Beth Custer, M.Alacamem, Ch.Pajerem
- 2003
  - Walking Man spolupráce s Evou Klimáčkovou a Ayelem Ramosem
  - Lumiere Project spolupráce s Tonic Train a O.Vavrečkou*
- 2001 Day As a Creation (I) / No.2 Pattern spolupráce s M.Šimáčkem a Agon Orchestra
- 2000 - 2002 Ultra spolupráce s Františkem Wirthem a Alicí Růžičkovou*

#### Instalace
- 2006 Datei Speicher spolupráce s Ondřejem Vavrečkou
- 2004 Koridor